# ویکتور کیپلانگات
ویکتور کیپلانگات (انگلیسی: Victor Kiplangat؛ زادهٔ ۱۰ نوامبر ۱۹۹۹)  یک دونده کوهستانی اوگاندایی است که برنده یک قهرمانی جهانی دوی کوهستانی (۲۰۱۷) شده‌است.

## دستاوردها
| سال              | رقابت                     | محل     | موقعیت | رویداد                          | زمان     | یادداشت |
| ---------------- | ------------------------- | ------- | ------ | ------------------------------- | -------- | ------- |
| ورزشکاری         |                           |         |        |                                 |          |         |
| ۲۰۱۶             | مسابقات جهانی زیر ۲۰ سال  | بیگدوشچ | ۱۹     | ۵۰۰۰ متر                        | ۱۴:۲۱٫۲۲ |         |
| ۲۰۱۷             | مسابقات جهانی کراس کانتری | کامپالا | ۱۹     | مسابقه مردان نوجوان (۸ کیلومتر) | ۲۴:۲۹    |         |
| دویدن در کوهستان |                           |         |        |                                 |          |         |
| ۲۰۱۷             | قهرمانی جهان              | پریمانا | ۱      | مسابقه مردان (۱۳ کیلومتر)       | ۵۲:۳۱    |         |